# 劉乘
劉乘（？—前136年），西漢孝景帝劉啟13子，諡為清河哀王。

## 生平
清河哀王劉乘在孝景帝中元3年（前147年）3月，以皇子的身份受封為清河王。在位12年逝世，沒有兒子，封國被廢除，封地歸屬朝廷，成為清河郡。

## 註解
1. ↑  《汉书》卷五：立皇子乘為清河王。
2. ↑  《汉书》卷六：秋八月，廣川王越、清河王乘皆薨。

## 延伸阅读
[在维基数据编辑]
 《史記/卷059》，出自司馬遷《史記》
 《漢書/卷053》，出自班固《漢書》